# Grand fouetté
Grand fouetté je četrti roman slovenske novinarke in pisateljice Marinke Fritz Kunc. Izdala ga je leta 1991 v samozaložbi v Piranu. Knjiga ima v celoti 146 strani, vsebinski del romana pa obsega 134 strani.

## Vsebina
V romanu spremljamo Viviano, ki je zaradi poškodbe zapestja primorana zapostaviti svojo uspešno kariero primabalerine in zaživeti na novo.

### Prvo poglavje
Viviano in njenega moža Izaka v njunem vikendu ob morju obišče Julijan. Kmalu za njim se oglasi Bruno, koreograf in Vivianin najboljši prijatelj, od katerega se poslovi, saj odhaja v Rim. Medtem ko je zunaj s psom Lordom, do Viviane pristopi Dan, ki pove, da je pesnik in novinar in da v bližnji hiši živi z žensko. Dan Viviano pospremi do doma. Srečanje z njim v njej prebudi zasanjanost in nežnost. Prijetni občutki so čisto nasprotje od siceršnje žalosti, nemoči in občutka strahu, da zaradi zlomljenega levega zapestja ne bi mogla več plesati. Ko Viviana stopi v hišo, pa je Izak tako ljubosumen, da ji grozi in jo udari, kar ni prvič. 
Viviana se spomni, da je bila, ko je še plesala, srečna v obmorski hiši in ob pogledu na morje, ki se ji je razprostiral z velikega vrta. Tudi na poslovnih večerjah, kamor jo je Izak občasno peljal, ji je bilo lepo. Ker je bila preveč zaposlena s plesom, ni opazila, da jo je Izak želel samo razkazovati. Viviano obišče starejša gospa Jolanda, ki je zmeraj čemerna. Naslednje jutro se oglasi Bruno. Od takrat ko sta se nazadnje videla, sta minila že dva meseca. Iz Brunovega spodbujanja Viviane, da naj se ne vda, izvemo, da je Izak kriv za zlom zapestja, saj je ob rdeči luči premočno zavrl.

### Drugo poglavje
Dan in Viviana razvijeta ljubezensko zvezo, v kateri se Viviana počuti kot najstnica. Hkrati se zaveda, da se njegovega ljubkovanja in lepih besed oklepa, ker jo delajo manj občutljivo in negotovo. Poleg tega nežnosti nikoli ni dobila pri Izaku. Dana spoznata tudi Vivianina prijateljica Jasmina, ki se prav tako zaplete v poletno romanco s poročenim moškim, in njena mati Klara. Viviana izve, da bo v baletni predstavi Bolero glavno vlogo odplesala povprečna balerina Goga, s katero jo Izak vara. Odkrije tudi, da ji je prav Izak omogočil vlogo, kar jo še bolj pretrese. Ko se mož vrne s službenega potovanja, pa ji tega niti ne omeni.

### Tretje poglavje
Viviana se ne sestaja več z Danom. Nek večer jo skoraj piči gad, ki je zlezel v ruto, v katero je nabrala fige z vrta. Reši jo Jolanda, ki je ravno na obisku in ga dovolj hitro opazi. Naslednje jutro se Viviana zbudi vesela. Zave se, da bi bilo njeno življenje lahko drugačno, če ne bi vztrajala. Vesela je tudi razglednice, ki ji jo pošiljata Izakova sinova iz prejšnjega zakona. Kosi s slikarjem – starejšim gospodom, ki ga je spoznala, ko je v bližini njegove hiše plesala sirtaki. Na poti domov jo ujame Dan. Njegova prisotnost je ne vznemirja več in nič več ne hrepeni po njegovih dotikih. Na njem opazi podrobnosti, ki jo odvračajo. Viviana obišče Izaka v službi. Med pogovorom s tajnico izve, da je Izak idejo, da bi v Boleru morala plesati Goga, sodelavcem in javnosti predstavil kot Vivianino. Gresta na kosilo in govorita »stavke brez vsebine« (Fritz Kunc 1991: 71), Viviana pa je potrta, ker mož ne opazi njene stiske. Med vožnjo domov primerja Izakovo varanje s svojim in se tako zamisli, da ima skoraj prometno nesrečo. Misel na smrt se ji za kratek hip zdi vabljiva. Zjutraj dobi Brunovo pismo, da v Rimu pripravlja baletno predstavo Giselle, si obuje baletne copate in na vrtu zapleše. 

### Četrto poglavje
Viviana z Danom obišče kmeta, ki je tudi bioenergetik. Ko se vozita do vasi, si Viviana še enkrat zaželi, da bi z njim lahko izkusila najstniško ljubezen, njena mladost so bile namreč vaje, nastopi in odrekanje. Vendar čuti, da je med njima drugače kot na začetku njunega druženja, da sta si tuja. Moti jo tudi Danova vera v usodo. Kmetu ne omeni bolečega zapestja, zaradi katerega jo je Dan pravzaprav pripeljal. Izpove pa se o Izakovih lažeh, prevari in nasilju in spozna, da se ga boji. Dan ji potem pokaže svojo rojstno hišo. Misel, da bi si v njej, če bi bile okoliščine drugačne, lahko ustvarila skupno življenje, jo vznemiri. Po čudni izkušnji je odločena, da bo premagala bolečino in našla staro Viviano.
Med tekom ob zalivu Viviana naleti na mladega fanta Tonija, ki ga je na sprehodu srečala že enkrat prej. Skupaj gresta na kavo in se tudi poljubita. Ko med pogovorom opazi njeno modrico, se Viviana dela neprizadeto. Preden gre Viviana teč, se doma spre z Izakom. Prepir se vname, ker Viviana noče na premiero Bolera in ker Izak spozna, da je spregledala njegovo prevaro. Viviana Izaku tudi naznani, da bo sprejela vlogo v Brunovi predstavi. Kasneje izvemo, da Bolero ni imel uspeha, Izak pa za to obtoži Viviano. V kulturnem domu Viviana sreča Dana, doma pa jo čaka pismo, v katerem jo Bruno spodbuja, da naj zapleše v Giselle. Izak je do nje še vedno prezirljiv in redkobeseden. Dan se naslednjič oglasi pri Viviani doma. Ona vedno bolj spoznava, da je bila njuna romanca površinska, saj je tudi on ne razume. Ko izve, da ga je noseča partnerka zapustila, ker Dan ni hotel priznati njunega otroka, se Viviana zgrozi, saj bi enako lahko storil tudi njej. 

### Peto poglavje
Viviana je na kavi s slikarjem, ki jo povabi v svoj gorski vikend. Pridruži se jima tudi gospa Jolanda. Njuna prisotnost oba moti, saj je z mrakobnimi zgodbicami, ki naj bi se ji zgodile, vedno moreča. Na poti do plaže Viviani prerokuje ciganka. Iz Španije se vrneta Izakova sinova – dvojčka Jonatan in Kristijan. V njuni veseli družbi se Viviana spomni svoje mladosti polne prepovedi. Vseeno je bila srečna, saj je imela ples. Zjutraj ji Jonatan pove, da bo pustil študij arhitekture, v katerega ga je prisilil oče. Nanj je jezen tudi zato, ker si Izak nikoli ni vzel časa zanj ali za kogarkoli drugega. Čeprav je njun odnos prav tako površinski, Viviana Izaka pred njegovim sinom zagovarja. Ko Jonatan odide, se ji v kavarni pridruži Dan. Pospremi jo do doma, vmes pa se Viviana sprašuje, kaj je sploh čutila, ko ji je bil všeč. Njegovo vraževerje jo odbija. Čez tri dni se Viviana odpravlja teč. Izak jo prestreže in z lepimi besedami prepriča, da se prepustita strastem. Po ljubljenju pa se zmoti – izgovori Gogino ime. Takoj zatem, da bi prikril svojo zmoto, tudi Viviano obtoži varanja. Potem jo z blazino skoraj zaduši. Ko se kasneje Viviana vrne s sprehoda, opazi, da je Izak posekal figovo drevo na vrtu. To jo tako razburi, da se zjoče. 

### Šesto poglavje
Zunaj se pripravlja nevihta. Viviana je tesnobna, potrebuje nekoga, ki bi jo podpiral. 
Viviano obišče Bruno. V njegovi prisotnosti je Viviani prijetno, pozabi tudi na Izakovo poniževanje. Zvečer zaspi pri njem, zjutraj pa se poljubita. Kljub temu da že od mladih let sodelujeta, Bruna šele zdaj vidi v romantičnem smislu. Naklonjenost, ki jo čutita, jo po njegovem odhodu pomirja in hkrati dela nemirno, saj komaj čaka, da se mu bo pridružila v Rimu. Na obisku pri slikarju spozna njegovo prijateljico gospo Micky. 

### Sedmo poglavje
Izak je besen, ker je Jonatan pustil študij, in se znese nad Viviano. Svoje nasilje prekine, ko zasliši korake svojega prijatelja na vrtu. Naslednji dan z nobeno besedo ne pokaže, da mu je žal za svoja dejanja. Misel na Giselle je edina stvar, ki Viviano drži pri življenju. Čez dan se odpravi k slikarju in njegovi prijateljici. Na poti sreča Jolando, vendar ji hitro pobegne, in Dana. Vesela je, da sta s partnerko spet skupaj. Roman se konča s prizorom, v katerem pes Lord Izaka spodnese, ta pa skoraj zgrmi v strm prepad za vrtom. Ujame se za vejo grma. Viviana najprej samo nepremično strmi, nato pa mu pomaga. Pogled v njegovih očeh jo prestraši, saj v njih ni nobenega čustva. Spozna tudi, da ji je mar zanj, kljub temu da je njemu vseeno zanjo. Misel, da že naslednji dan odpotuje v Rim k Brunu, jo bodri.

## Kritike
Ciril Zlobec je v spremni besedi k romanu zapisal, da je »pisateljičina moč in posebnost [v tem, da] z velikim smislom za izvirnost odkriva in ubeseduje prav v vsakdanjih relacijah (ali samo na videz vsakdanjih?) enkratnost in neponovljivost slehernega človeškega življenja, v tem romanu primabalerino, ki jo drobna nezgoda zaustavi tik pod vrhom njene kariere in – o tem je prepričana – njenega življenjskega smisla« (Zlobec 1991). Dalje piše tudi, da tip pripovedovalca, ki je prvooseben, pri bralcu poveča »vtis izpovednosti, pomembnosti pripovedovanega, izvirnosti in prepričljivosti doživetega« (Zlobec 1991). Poleg tega Zlobec poudari, da roman »ne sodi med tako imenovana lahka branja, [temveč] je resna in upoštevanja vredna literatura« (Zlobec 1991), kljub temu da se tekoče bere.
Bolj negativno kritiko je za časopis Tribuna zapisala Marta P. Zahojnik (1991: 41): »[...] gre za linearno pripovedovanje zares zanimive in privlačne ter na
trenutek krute zgodbe, za mozaično sestavljanje dogodkov v
celoto, spuščanje v detajle, toda žal je to še vedno premalo.
Oziroma zgodba je zaradi takega načina zapisovanja precej
pusta in nedodelana. Predvsem manjka tiste sprotne
'zapletenosti' dogodkov [...].« Glede dialogov zapiše, da »zvenijo na trenutke zelo neposrečeno in pusto, medlo. Brez vsakega notranjega ritma in smisla« (Zahojnik 1991: 41). Všeč pa ji je, da je roman napisan v prvi osebi, »kajti le tako lahko dobi bralec vtis neposredne vpletenosti v roman« (Zahojnik 1991: 41).
Kot posebnost romana je Slavko Gaberc (1991: 9) označil: »[...] vse se dogaja v slovenskem prostoru, vendar večina oseb, ki 'vstopajo' v življenje glavne junakinje, prihaja iz velikega sveta.«